# Jonathan Cavendish
Jonathan Stewart Cavendish (4 febbraio 1959) è un produttore cinematografico britannico, figlio di Robin Cavendish.
Tra i suoi lavori vi sono Il diario di Bridget Jones, Elizabeth: The Golden Age, Mowgli - Il figlio della giungla e Ogni tuo respiro, Chi segna vince.